# Ксаверув (Лодзький-Східний повіт)
Ксаверув (пол. Ksawerów) — село в Польщі, у гміні Новосольна Лодзький-Східного повіту Лодзинського воєводства.
Населення — 86 осіб (2011).
У 1975-1998 роках село належало до Лодзинського воєводства.

## Демографія
Демографічна структура станом на 31 березня 2011 року:
|          | Загалом | Допрацездатний вік | Працездатний вік | Постпрацездатний вік |
| -------- | ------- | ------------------ | ---------------- | -------------------- |
| Чоловіки | 43      | 6                  | 32               | 5                    |
| Жінки    | 43      | 4                  | 26               | 13                   |
| Разом    | 86      | 10                 | 58               | 18                   |